# Marraquexe-Tensift-Al Haouz
Marraquexe-Tensift-Al Haouz foi uma região do Marrocos. Sua capital era a cidade de Marraquexe.

## Subdivisões
A região estava dividida em três prefeituras e quatro províncias:

### Prefeituras
- Marraquexe

### Províncias
- Al Haouz
- Chichaoua
- El Kelaa des Sraghna
- Essaouira
- Rehamna